# Cha’anling (köpinghuvudort i Kina, Hubei Sheng, lat 29,63, long 113,79)
Cha'anling (kinesiska: 茶庵岭, 茶庵岭镇) är en köpinghuvudort i Kina. Den ligger i provinsen Hubei, i den centrala delen av landet, omkring 120 kilometer sydväst om provinshuvudstaden Wuhan. Antalet invånare är 15 416. Befolkningen består av 7 346 kvinnor och 8 070 män. Barn under 15 år utgör 16,0 %, vuxna 15-64 år 75 %, och äldre över 65 år 8,0 %.
Runt Cha'anling är det ganska tätbefolkat, med 248 invånare per kvadratkilometer. Närmaste större samhälle är Puqi, 13,4 km nordost om Cha'anling. I omgivningarna runt Cha'anling växer i huvudsak blandskog.
Genomsnittlig årsnederbörd är 1 743 millimeter. Den regnigaste månaden är maj, med i genomsnitt 244 mm nederbörd, och den torraste är januari, med 42 mm nederbörd.